# Black President
Black President est un album de Fela Kuti, paru en 1981 sur le label Arista UK.
Durant les années 1980, Fela Anikulapo Kuti commence à mieux se faire connaître du public occidental et tout particulièrement du public européen. Dans cet album Fela Kuti s'engage - comme à son habitude - contre le colonialisme et le gouvernement militaire du Nigeria.

## Liste des titres
1. Sorrow, Tears and Blood - 10:10
2. Colonial Mentality - 13:30
3. I.T.T. (International Thief Thief) - 18:20